# مرسدس پریس
مرسدس پریس (به انگلیسی: Mercedes Peris) (زادهٔ ۵ ژانویهٔ ۱۹۸۵) شناگر اهل اسپانیا است.